# Крістіан В'єрі
Крістіан В'єрі (італ. Christian Vieri, * 12 липня 1973, Болонья) — колишній італійський футболіст, нападник.

## Клубна кар'єра
Вихованець юнацьких команд футбольних клубів «Марконі Сталліонс» (Австралія), а також італійських «Санта Лучія», «Прато» та «Аталанта».
У дорослому футболі дебютував 1991 року виступами за команду клубу «Торіно», в якій провів один сезон, взявши участь лише у 7 матчах чемпіонату.
Згодом з 1992 по 1995 рік грав у складі команд Серії В («Піза», «Равенна» та «Венеція»). В наступному кожного року змінював клуб — 1995 приєднався до «Аталанти», у 1996 перейшов до «Ювентуса», ще за рік — до мадридського «Атлетіко», у складі якого став найкращим бомбардиром чемпіонату Іспанії в сезоні 1997-98. Сезон 1998-99 провів у римському «Лаціо». З «Ювентусом» ставав чемпіоном Італії, володарем Суперкубка УЄФА, володарем Міжконтинентального кубка, у складі «Лаціо» виборов Кубок Кубків УЄФА.
Врешті-решт 1999 року форвард приєднався до складу команди клубу «Інтернаціонале», в якому провів наступні шість сезонів. Більшість часу, проведеного у складі «нераззуррі», був основним гравцем атакувальної ланки команди та одним з головних бомбардирів команди, маючи середню результативність на рівні 0,72 голу за гру першості. За цей час додав до переліку своїх трофеїв титул володаря Кубка Італії.
2005 року залишив «Інтер» і протягом наступних трьох сезонів встиг пограти у складі п'яти клубів («Мілан», представник французької першості «Монако», «Сампдорія», «Аталанта» та «Фіорентина»).
Завершив професійну ігрову кар'єру в сезоні 2008-09 у клубі «Аталанта», кольори якого вже захищав раніше.

## Виступи за збірні
Протягом 1992—1996 років залучався до складу молодіжної збірної Італії. На молодіжному рівні зіграв у 22 офіційних матчах, забив 11 голів.
1997 року дебютував в офіційних матчах у складі національної збірної Італії. Протягом кар'єри у національній команді, яка тривала 9 років, провів у формі головної команди країни 49 матчів, забивши 23 голи. У складі збірної був учасником чемпіонату світу 1998 року у Франції, чемпіонату світу 2002 року в Японії і Південній Кореї, чемпіонату Європи 2004 року у Португалії.
| Дата       | Місто          | Господарі            | Результат             | Гості          | Турнір                | Голи | Примітки |
| ---------- | -------------- | -------------------- | --------------------- | -------------- | --------------------- | ---- | -------- |
| 29/03/1997 | Трієст         | Італія               | 3 – 0                 | Молдова        | Відбір до ЧС 1998     | 1    |          |
| 02/04/1997 | Хожув          | Польща               | 0 – 0                 | Італія         | Відбір до ЧС 1998     | -    |          |
| 08/06/1997 | Ліон           | Італія               | 3 – 3                 | Бразилія       | товариський турнір    | -    |          |
| 11/06/1997 | Париж          | Італія               | 2 – 2                 | Франція        | товариський турнір    | -    |          |
| 10/09/1997 | Тбілісі        | Грузія               | 0 – 0                 | Італія         | Відбір до ЧС 1998     | -    |          |
| 11/10/1997 | Рим            | Італія               | 0 – 0                 | Англія         | Відбір до ЧС 1998     | -    |          |
| 29/10/1997 | Москва         | Росія                | 1 – 1                 | Італія         | Відбір до ЧС 1998     | 1    |          |
| 22/04/1998 | Парма          | Італія               | 3 – 1                 | Парагвай       | товариський матч      | -    |          |
| 11/06/1998 | Бордо          | Італія               | 2 – 2                 | Чилі           | ЧС 1998 - 1-й етап    | 1    |          |
| 17/06/1998 | Монпельє       | Італія               | 3 – 0                 | Камерун        | ЧС 1998 - 1-й етап    | 2    |          |
| 23/06/1998 | Сен-Дені       | Італія               | 2 – 1                 | Австрія        | ЧС 1998 - 1-й етап    | 1    |          |
| 27/06/1998 | Марсель        | Італія               | 1 – 0                 | Норвегія       | ЧС 1998 - 1/8 фіналу  | 1    |          |
| 03/07/1998 | Париж          | Італія               | 0 – 0 д.ч. (3-4 п.п.) | Франція        | ЧС 1998 - чвертьфінал | -    |          |
| 05/09/1998 | Ліверпуль      | Уельс                | 0 – 2                 | Італія         | Відбір до ЧЄ 2000     | 1    |          |
| 28/04/1999 | Загреб         | Хорватія             | 0 – 0                 | Італія         | товариський матч      | -    |          |
| 05/06/1999 | Болонья        | Італія               | 4 – 0                 | Уельс          | Відбір до ЧЄ 2000     | 1    |          |
| 09/06/1999 | Лозанна        | Швейцарія            | 0 – 0                 | Італія         | Відбір до ЧЄ 2000     | -    |          |
| 08/09/1999 | Неаполь        | Італія               | 2 – 3                 | Данія          | Відбір до ЧЄ 2000     | 1    |          |
| 09/10/1999 | Мінськ         | Білорусь             | 0 – 0                 | Італія         | Відбір до ЧЄ 2000     | -    |          |
| 23/02/2000 | Палермо        | Італія               | 1 – 0                 | Швеція         | товариський матч      | -    |          |
| 28/02/2001 | Рим            | Італія               | 1 – 2                 | Аргентина      | товариський матч      | -    |          |
| 01/09/2001 | Каунас         | Литва                | 0 – 0                 | Італія         | Відбір до ЧС 2002     | -    |          |
| 13/02/2002 | Катанія        | Італія               | 1 – 0                 | США            | товариський матч      | -    |          |
| 18/05/2002 | Прага          | Чехія                | 1 – 0                 | Італія         | товариський матч      | -    |          |
| 03/06/2002 | Саппоро        | Італія               | 2 – 0                 | Еквадор        | ЧС 2002 - 1-й етап    | 2    |          |
| 08/06/2002 | Касіма         | Італія               | 1 – 2                 | Хорватія       | ЧС 2002 - 1-й етап    | 1    |          |
| 13/06/2002 | Ойта           | Італія               | 1 – 1                 | Мексика        | ЧС 2002 - 1-й етап    | -    |          |
| 18/06/2002 | Теджон         | Італія               | 1 – 2                 | Південна Корея | ЧС 2002 - 1/8 фіналу  | 1    |          |
| 07/09/2002 | Баку           | Азербайджан          | 0 – 2                 | Італія         | Відбір до ЧЄ 2004     | -    |          |
| 20/11/2002 | Пескара        | Італія               | 1 – 1                 | Туреччина      | товариський матч      | 1    |          |
| 29/03/2003 | Палермо        | Італія               | 2 – 0                 | Фінляндія      | Відбір до ЧЄ 2004     | 2    |          |
| 20/08/2003 | Штутгарт       | Німеччина            | 0 – 1                 | Італія         | товариський матч      | 1    |          |
| 06/09/2003 | Мілан          | Італія               | 4 – 0                 | Уельс          | Відбір до ЧЄ 2004     | -    |          |
| 10/09/2003 | Белград        | Сербія та Чорногорія | 1 – 1                 | Італія         | Відбір до ЧЄ 2004     | -    |          |
| 11/10/2003 | Реджо-Калабрія | Італія               | 4 – 0                 | Азербайджан    | Відбір до ЧЄ 2004     | 1    |          |
| 12/11/2003 | Варшава        | Польща               | 3 – 1                 | Італія         | товариський матч      | -    |          |
| 18/02/2004 | Палермо        | Італія               | 2 – 2                 | Чехія          | товариський матч      | 1    |          |
| 31/03/2004 | Брага          | Португалія           | 1 – 2                 | Італія         | товариський матч      | 1    |          |
| 28/04/2004 | Генуя          | Італія               | 1 – 1                 | Іспанія        | товариський матч      | 1    |          |
| 30/05/2004 | Туніс          | Туніс                | 0 – 4                 | Італія         | товариський матч      | -    |          |
| 14/06/2004 | Гімарайш       | Данія                | 0 – 0                 | Італія         | ЧЄ 2004 - 1-й етап    | -    |          |
| 18/06/2004 | Порту          | Італія               | 1 – 1                 | Швеція         | ЧЄ 2004 - 1-й етап    | -    |          |
| 22/06/2004 | Гімарайш       | Італія               | 2 – 1                 | Болгарія       | ЧЄ 2004 - 1-й етап    | -    |          |
| 09/02/2005 | Кальярі        | Італія               | 2 – 0                 | Росія          | товариський матч      | -    |          |
| 04/06/2005 | Осло           | Норвегія             | 0 – 0                 | Італія         | Відбір до ЧС 2006     | -    |          |
| 17/08/2005 | Дублін         | Ірландія             | 1 – 2                 | Італія         | товариський матч      | -    |          |
| 03/09/2005 | Глазго         | Шотландія            | 1 – 1                 | Італія         | Відбір до ЧС 2006     | -    |          |
| 08/10/2005 | Палермо        | Італія               | 1 – 0                 | Словенія       | Відбір до ЧС 2006     | -    |          |
| 12/10/2005 | Лечче          | Італія               | 2 – 1                 | Молдова        | Відбір до ЧС 2006     | 1    |          |
| Усього     |                | Матчів (42 місце)    | 49                    |                | Голів (9 місце)       | 23   |          |

## Титули та досягнення

### Командні
- Володар Кубка Італії (2):

«Торіно»: 1992-93
«Інтернаціонале»: 2004-05
- Чемпіон Італії (1):

«Ювентус»: 1996-97
- Володар Суперкубка УЄФА (1):

«Ювентус»: 1996
- Володар Міжконтинентального кубка (1):

«Ювентус»: 1996
- Володар Кубка Кубків УЄФА (1):

«Лаціо»: 1998-99
- Чемпіон Європи (U-21): 1994

### Особисті
- Найкращий бомбардир Серії A (1):

2002-03 (24)
- Найкращий бомбардир іспанської Прімери (1):

1997-98 (24)